# Кумарби
Кумарби — верховный бог хурритов и хеттов, сын бога неба Ану.

## Мифология
Клинописная табличка XIV—XIII веков до н. э., получившая название «Царствование в небе», повествует о том, как хурритский бог-создатель Алалу имел сына Ану. Через 9 лет после Потопа Ану победил Алалу, и тот ушёл в подземный мир. Позднее, ещё через 9 лет, на Ану восстал его сын — Кумарби. Когда Ану пытался убежать, Кумарби вырвал его гениталии, семя Ану упало на землю, и из семени родился бог грозы Тешуб.
Хеттский миф об Улликумми рассказывает о том времени, когда Тешуб уже имел свою семью, и всё ещё правящий Кумарби, боясь, что Тешуб когда-нибудь убьёт его, тайком от Энлила, Энки, Хебат и самого Тешуба, в морских глубинах взрастил каменного гиганта Улликумми. Однако и Улликумми, и Кумарби были убиты Тешубом и другими богами.
С самого начала публикации текста «Царствование в небе» исследователи неоднократно подчёркивали схожесть хурритского и хеттского мифов с греческим мифом об Уране, Кроносе и Зевсе.